# Struthiopteris
Struthiopteris, rod papratnica iz porodice Blechnaceae, rasprostranjen u holarktiku (2 vrste) i Istočnoj Aziji (1 vrsta).
U Hrvataskoj raste jedna vrsta, vlasasta rebrača (Struthiopteris spicant, čiji je sinonim Blechnum spicant).

## Vrste
1. Struthiopteris castanea (Makino) Nakai
2. Struthiopteris fallax (Lange) S.Molino, Gabriel y Galán & Wasowicz
3. Struthiopteris spicant (L.) Weiss

## Sinonimi
- Homophyllum Merino
- Spicanta C.Presl